# الأزمنة الحديثة (فلم)
الأزمنة الحديثة (بالإنجليزية: Modern Times)، وهو فيلم كوميدي أمريكي صامت من عام 1936 بطولة تشارلي تشابلن. استغرق العمل به ثلاث سنوات(1933 1936).

## المعالجة
يتناول الفلم الذي يعتبر هجاء مراً للآلة وجبروتها وسيطرة الرأسماليين على حياة وراحة العمال. تدور قصة الفلم عن شارلي الذي يعمل في مصنع قطارات ومهمته هي شدّ الصامولات في شريط متحرك تفوق سرعته سرعة العامل شارلي وزملائه. يراقب صاحب المصنع سير العمل بواسطة كاميرات مثبتة في مكتبه الفخم لكل أقسام المصنع. وعندما يريد شارلي تدخين سيجارة يمسك به صاحب المصنع متلبسا فينهره ويأمره بالعودة للعمل. يتم اقتراح ماكينة من شأنها أن تطعم العمال أثناء العمل لكي يأكلوا وهم يعملون بدلا من تضييع الوقت في استراحات. في البداية تعمل الآلة على ما يرام إلا أنها سرعان ما تعطب وينتهي الحال بشارلي إلى تناول صامولات حديدية مع الطعام. يرفض صاحب المصنع الآلة بعد تجريبها على شارلي لأنها «غير عملية» ويأمر العمال وشارلي أيضا بالعودة للعمل يصاب شارلي بعدها بما يشبه اللوثة في عقله فبدلا من العودة للعمل. يُلقى القبض عليه ويودع في السجن ليخرج منه بعد أن يقوم بالقضاء بمحض الصدفة والحظ فقط على لصوص حاولوا الهروب من السجن ويطلق سراحه، الأمر الذي أحزنه لأنه كان مرتاحا هناك بسبب توفر الطعام والمبيت. وبعد خروجه من السجن يحاول العودة إليه فيصادف فتاة اتهمت بسرقة قطعة من الخبز ويخبر الشرطة أنه هو الذي قام بسرقتها وليس الفتاة، إلا أنهم لا يصدقونه في النهاية. ثم يقبض عليه مع الفتاة ولكنهما يتمكنان من الهروب من سيارة السجن بعد تعرضها لحادث كان السبب فيه شارلي أيضا ولكنه لم يقصد وقوعه كالعادة.

## وصلات خارجية
- Modern Times على يوتيوب
- مقالات تستعمل روابط فنية بلا صلة مع ويكي بيانات
- Filmsite Modern Times page
- Movie stills and bibliography
- Tour of Modern Times filming locations